# روث لو أوليفر
روث لو أوليفر (بالإنجليزية: Ruth Bancroft Law)‏ هي طيارة أمريكية، ولدت في 21 مارس 1887 في لين في الولايات المتحدة، وتوفيت في 1 ديسمبر 1970 في سان فرانسيسكو في الولايات المتحدة.

## معرض صور

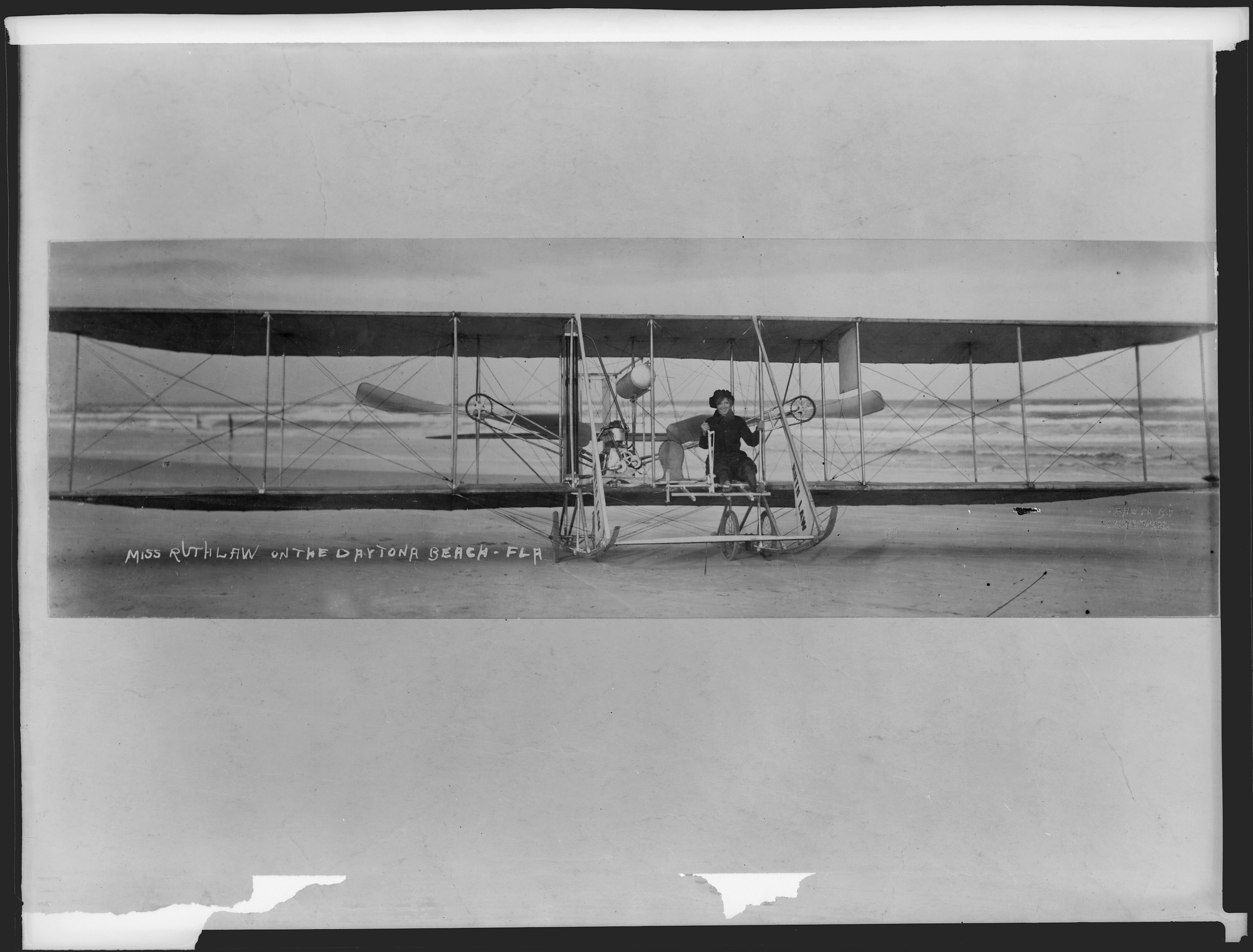
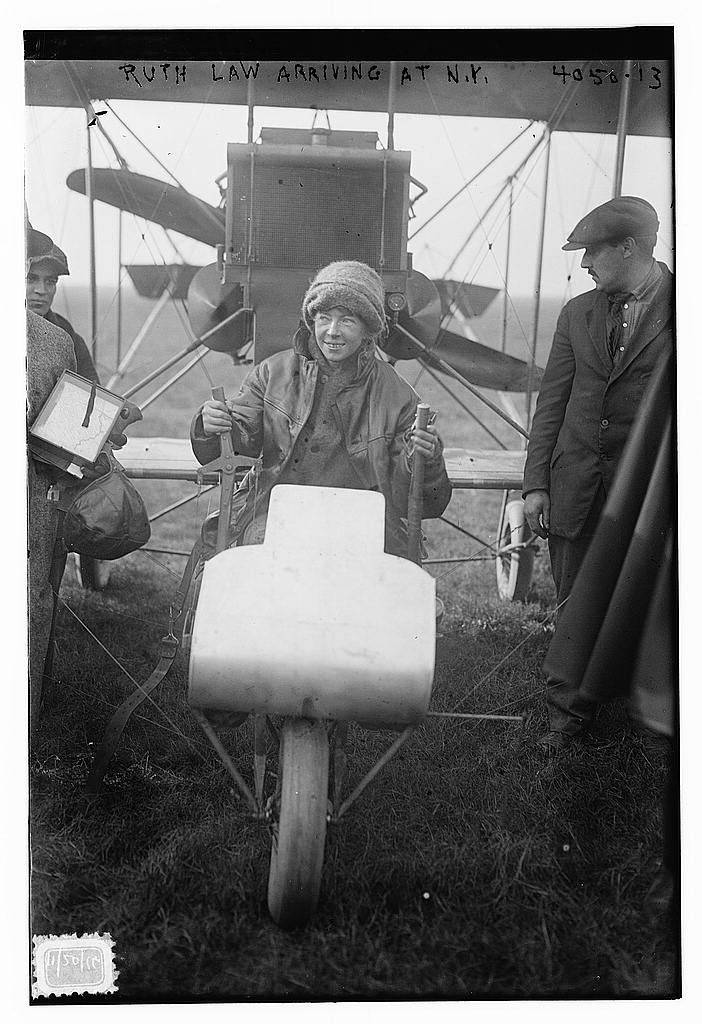
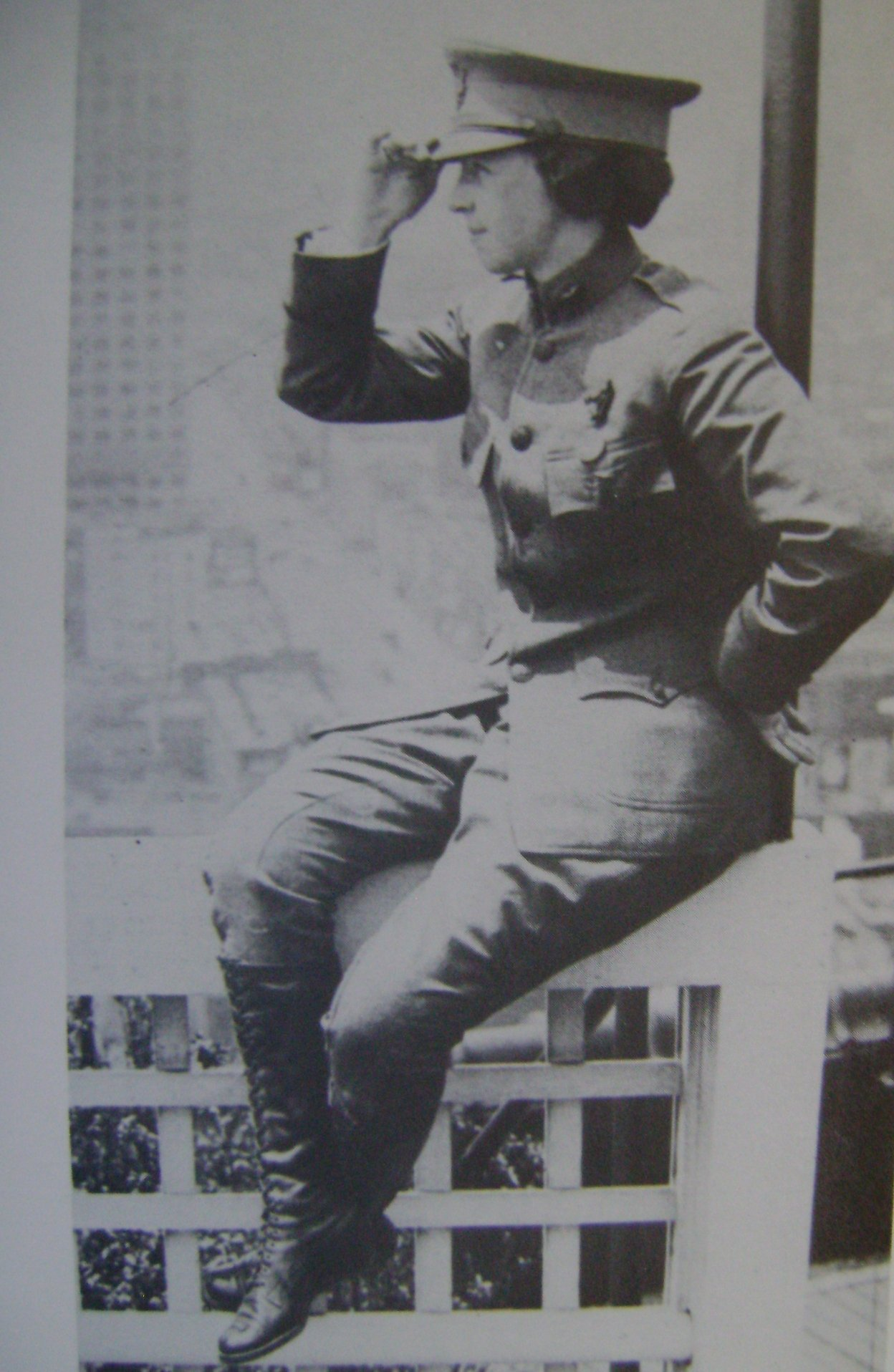